# Wydział Rolniczy Szkoły Głównej Gospodarstwa Wiejskiego w Warszawie
Wydział Rolniczy – jeden z dwóch pierwszych wydziałów Szkoły Głównej Gospodarstwa Wiejskiego w Warszawie (obok Wydziału Leśnego).

## Historia[1]
W 1919 roku, za sprawą przekształcenia Towarzystwa Kursów Naukowych w Królewsko-Polską Szkołę Główną Gospodarstwa Wiejskiego (1918), którą następnie przemianowano na Szkołę Główną Gospodarstwa Wiejskiego, Wyższa Szkoła Rolnicza w Warszawie staje się Wydziałem Rolniczym SGGW. Uczelnia została zamknięta 10 listopada 1939 roku. W czasie wojny prowadzone jest tajne nauczanie. W lutym 1945 r. rozpoczęto przygotowania uczelni do działalności dydaktycznej. Pracami kierował Franciszek Staff. Uruchomiono trzy czynne przed wojną wydziały: Rolniczy, Leśny i Ogrodniczy oraz sekcję melioracyjną przy Wydziale Rolniczym. Decyzją Senatu SGGW z dniem 1 stycznia 2004 Wydział Rolniczy Zostaje przemianowany na Wydział Rolnictwa i Biologii.

## Dziekani[2]
| Osoba                    | lata pełnienia funkcji |
| ------------------------ | ---------------------- |
| Jan Sosnowski            | 1918-1921              |
| Franciszek Staff         | 1921-1922              |
| Jan Rostafiński          | 1922-1923              |
| Lucjan Dobrzański        | 1923-1926              |
| Franciszek Staff         | 1926-1928              |
| Wacław Dąbrowski         | 1928-1929              |
| Jan Sosnowski            | 1929-1930              |
| Witold Teofil Staniszkis | 1930-1933              |
| Wacław Dąbrowski         | 1933-1936              |
| Witold Teofil Staniszkis | 1936-1939              |
| Stanisław Turczynowicz   | 1939-1946              |
| Marian Górski            | 1946-1947              |
| Stanisław Turczynowicz   | 1947-1950              |
| Władysław Herman         | 1950-1951              |
| Franciszek Majewski      | 1951-1952              |
| Karol Kaniewski          | 1952-1954              |
| Bolesław Kuryłowicz      | 1954-1955              |
| Karol Kaniewski          | 1955-1956              |
| Tadeusz Górczyński       | 1956-1962              |
| Tadeusz Nowacki          | 1962-1964              |
| Jerzy Herse              | 1964-1969              |
| Leszek Kuszelewski       | 1969-1972              |
| Jerzy Herse              | 1972-1976              |
| Zygmunt Brogowski        | 1976-1979              |
| Ignacy Łakomiec          | 1979-1982              |
| Zygmunt Brogowski        | 1982-1988              |
| Stanisław Mercik         | 1988-1991              |
| Andrzej Radecki          | 1991-1994              |
| Marianna Kalinowska-Zdun | 1994-1997              |
| Sławomir Podlaski        | 1997-2003              |
| Jan Łabętowicz           | 2003-2008              |